# Хохлово (Московская область)
Хохлово — деревня в Клинском районе Московской области, в составе Нудольского сельского поселения. Население — 29 чел. (2010). До 2006 года Хохлово входило в состав Щекинского сельского округа.
Деревня расположена на юго-западе района, недалеко от границы с Солнечногорским, примерно в 35 км к юго-западу от райцентра Клин, на левом берегу реки Нудоль, высота центра над уровнем моря 199 м. Ближайшие населённые пункты — Кузнецово на востоке, Скрепящево на юге и Николаевка на северо-западе. Через деревню проходит региональная автодорога 46К-0170 Московское большое кольцо — Белозерки.

## Население
| 2002 | 2006 | 2010 |
| ---- | ---- | ---- |
| 20   | ↘12  | ↗29  |